# Jazon
Jazon (starogrško Ιάσων, latinizirano: Iásōn, etruščansko Easun) je bil v grški mitologiji heroj, ki se je s skupino Argonavtov podal na iskanje zlatega runa. Njegov oče je bil Ajzon, vladar v Jolku in Tesaliji in Polimede. Njegov stric Pelija ga je poslal v Kolhido iskat zlato runo, samo zato, da bi mu ukradel bogastva njegovega očeta. Jazon se je s pomočjo Medeje, kot vodja argonavtov dokopal do runa.
Po nekaterih virih, naj bi s krznom pred zasledovalci iz Črnega morja bežal po Donavi, Savi in Ljubljanici, pri Vrhniki ladjo razstavil, dele prenesel do Jadranskega morja in se po zahodni strani vrnil domov.  